# Pombia Safari Park

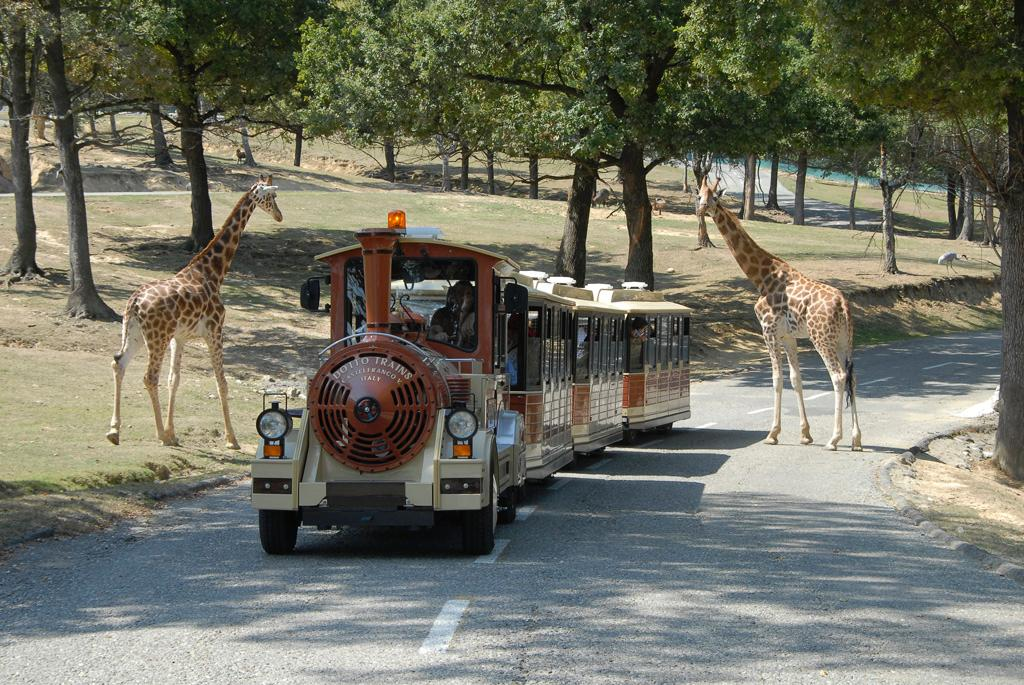
Kolejka jadąca między żyrafami

Pombia Safari Park – park safari, zoo i park rozrywki znajdujący się w Pombia, w Piemoncie, w północnych Włoszech. Utworzony został przez Angelo Lombardi w 1976 roku. Rozciąga się na powierzchni 400 000 m².